# آنیل نرود

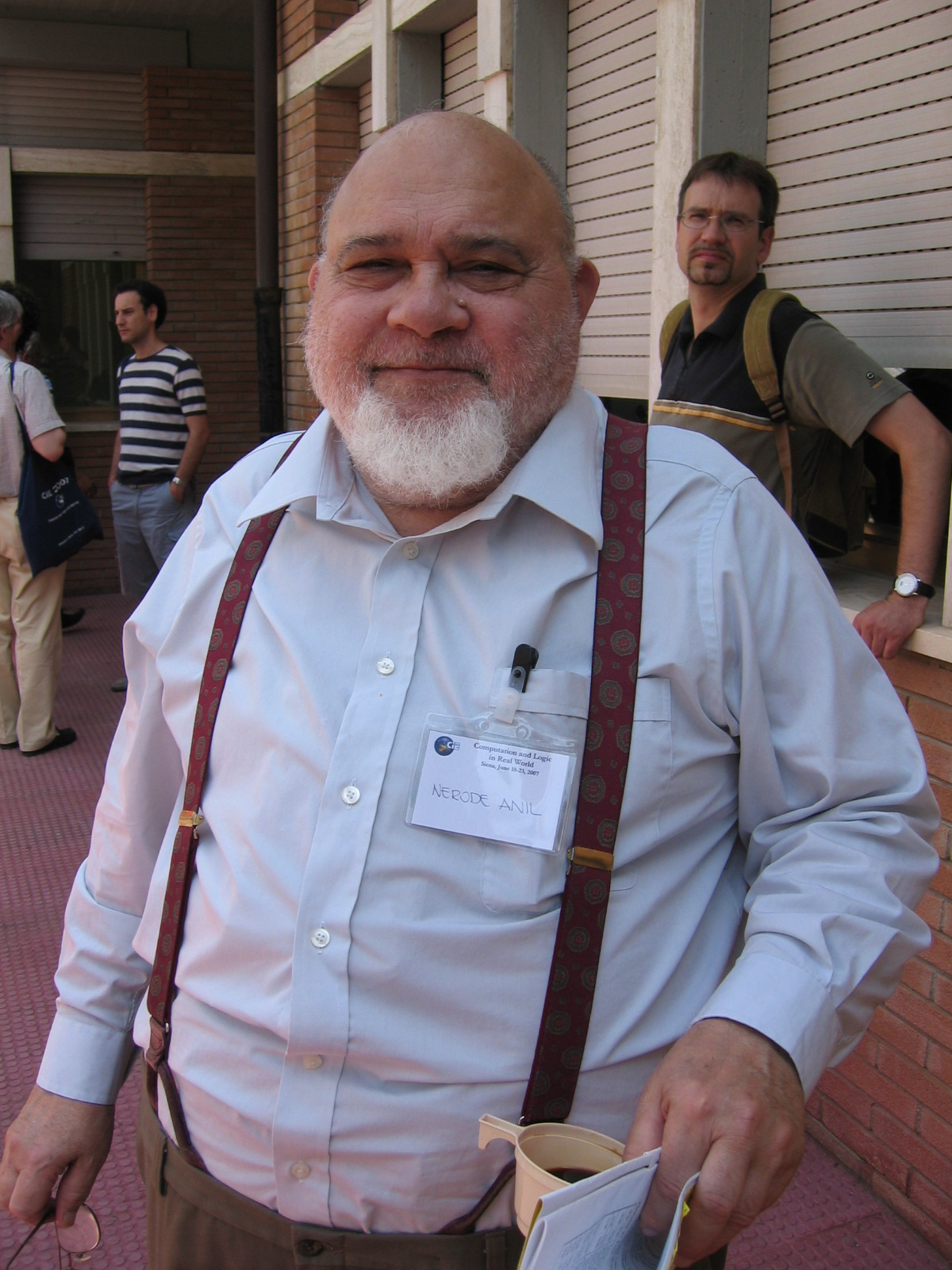
آنیل نرود، ژوئن 2007

آنیل نرود (به انگلیسی: Anil Nerode) (زاده ۴ ژوئن ۱۹۳۲ در لوس آنجلس) ریاضیدان اهل آمریکا است.

## زندگی و کارنامه
نرود در دانشگاه شیکاگو درجه‌های کارشناسی هنر و کارشناسی علوم را دریافت کرد و سپس در همان دانشگاه با سرپرستی ساندرز مک لین دوره دکترا را به پایان رساند. پس از آن وی در سالهای ۱۹۵۷ در مؤسسه مطالعات پیشرفته در پرینستون بود و با کورت گودل همکاری داشت. وی همچنین استاد میهمان دانشگاه کالیفرنیا بوده‌است. نرود در سال ۱۹۶۵ در دانشگاه کورنل به درجه استادی رسید و تا زمان بازنشستگی در سال ۱۹۹۱ در همین دانشگاه باقی ماند.
زمینه پژوهشی نرود منطق ریاضی و نظریه محاسبه پذیری و پیچیدگی است.